# Provincia Crotone
Crotone este o provincie în regiunea Calabria, Italia.